# Euplexaura rhipidalis
Euplexaura rhipidalis is een zachte koraalsoort uit de familie Plexauridae. De koraalsoort komt uit het geslacht Euplexaura. Euplexaura rhipidalis werd in 1895 voor het eerst wetenschappelijk beschreven door Studer. 